# Torre Assis Chateaubriand
A Torre Assis Chateaubriand é uma torre de transmissão de TV localizada no bairro do Sumaré, em São Paulo. Começou a ser construída pela extinta Rede Tupi, mas devido a crise que levou a emissora a falência, foi concluída pelo SBT e inaugurada em 1982. A torre possui 160 metros de altura, e conta com um restaurante panorâmico numa altura de 90 metros. Seu nome é uma homenagem à Assis Chateaubriand, magnata da comunicação brasileira e fundador da Rede Tupi, primeira emissora de televisão do país.

## Transmissões
| Canal            | Emissora      | Período de transmissão |
| ---------------- | ------------- | ---------------------- |
| 04 VHF analógico | SBT São Paulo | 1982-2017              |
| 28 UHF digital   | SBT São Paulo | 2007-presente          |